# 퀘벡-윈저 회랑

퀘벡-윈저 회랑

퀘벡-윈저 회랑(Quebec City–Windsor Corridor)은 캐나다 제1의 인구 밀집 지대이다. 글자 그대로 동쪽으로는 퀘벡 시에서 서쪽으로는 윈저까지 도달한다. 총 길이는 1150km. 캐나다 4대 대도시 중 3개시가 이곳에 위치한다. 캐나다에서 정치적, 경제적으로 중요성이 자못 큰 지역이다.

## 주요 도시
- 토론토
- 몬트리올
- 오타와
- 미시사가
- 퀘벡 시
- 해밀턴
- 런던
- 키치너-워털루
- 세인트캐서린스
- 오샤와
- 윈저
- 킹스턴
- 트루아 리브르

## 같이 보기
- 메갈로폴리스